# Coprinus
Coprinus es un género  agrupa a hongos Agaricales que forman setas con láminas que se autodigieren como método para dispersar las basidiosporas. Si bien en clasificaciones antiguas poseía multitud de especies, el análisis filogenético condujo a la separación de la especie C. comatus, de hecho la especie tipo, de las otras especies del género: tanto fue así, que algunas de estas fueron reclasificadas en otros taxones; no obstante, C. sterquilinus y C. spadiceisporus permanecen en él. El resto de las especies, por tanto, fueron trasladadas a los géneros Coprinellus, Coprinopsis, y Parasola; a los representantes de estos tres taxones y a Coprinus se les denomina comúnmente «hongos coprinoides».

## Etimología
El nombre Copricus significa "que pertenece (o surge) del barro".

## Especies
- C. calyptratus
- C. comatus
- C. spadiceisporus
- C. sterquilinus